# Cyrtomium tukusicola
Cyrtomium tukusicola är en träjonväxtart som beskrevs av Tag. Cyrtomium tukusicola ingår i släktet Cyrtomium och familjen Dryopteridaceae. Inga underarter finns listade.